# Идрисов, Сулейман
Сулейма́н Изма́йлович Идри́сов (крымскотат. Suleyman İsmail oğlu İdrisov, Сулейман Исмаил огълу Идрисов; 1878 — 17 апреля 1938) — крымскотатарский политик, депутат крымскотатарского Курултая (1917—1919). Нарком земледелия КрССР. Репрессирован и расстрелян.

## Биография
Мамак, Симферопольский уезд, Таврическая губерния (ныне — с. Строгоновка, Симферопольский район В 1900 году окончил учительскую семинарию. К 1906 году работал учителем. С 1904 — член партии эсеров. В сентябре 1906 года был осужден за участие в крестьянских волнениях. С 1906 году — слушатель Петербургского университета. Также учился на педагогических курсах П. Лесгафта и в Петербургском психоневрологическом институте.
В годы Первой мировой войны — в русской армии.
В конце 1917 года избран членом Курултая. В январе 1918 года создал партию мусульман-социалистов. Вошел в правительство Советской социалистической республики Таврида на посту товарища (заместителя) комиссара внешних и национальных дел.
С октября 1918 года член РКП(б). В 1919 году — нарком земледелия Крымской ССР. Неоднократно выезжал в Турцию для установления контактов с молодотурецким движением.
С 1920 года — управляющий делами отдела народов Востока при ЦК РКП(б), в 1920—1921 годах — член Крымревкома, позже — на хозяйственныхм должностях. В 1934 году исключен из ВКП(б).
Арестован по делу второй подпольной антисоветской организации во главе с председателем Совнаркома КрАССР Абдураимом Самединовым. Доказательства строились на признаниях подозреваемых. Выездная сессия военной коллегии Верховного суда СССР прошла в Симферополе 17-18 апреля 1938 и приговорила С. Идрисова в числе 36 человек к расстрелу, приговор исполнен в тот же день.